# جین ماری ریور
جین ماری ریور (به انگلیسی: Jean Marie River) یک منطقهٔ مسکونی در کانادا است که در قلمروهای شمال غرب واقع شده‌است. جین ماری ریور ۷۷ نفر جمعیت دارد و ۱۴۳ متر بالاتر از سطح دریا واقع شده‌است.